# Elżbieta Żądzińska
Elżbieta Żądzińska (ur. 1967 w Sieradzu) – polska biolog, profesor nauk biologicznych, profesor Uniwersytetu Łódzkiego i jego rektor w kadencji 2020–2024.

## Życiorys
W 1990 ukończyła studia biologiczne na Wydziale Biologii i Nauk o Ziemi Uniwersytetu Łódzkiego. Doktoryzowała się w 1999 na tym wydziale w oparciu o pracę pt. Charakterystyka procesu pierwszego ząbkowania jako wyznacznik wieku biologicznego dzieci łódzkich, której promotorem był profesor Andrzej Malinowski. Stopień naukowy doktora habilitowanego uzyskała w 2005, również na Uniwersytecie Łódzkim, na podstawie pracy zatytułowanej: Asymetria fluktuująca wybranych cech kefalometrycznych człowieka. Tytuł profesora nauk biologicznych otrzymała 19 lutego 2014.
Zawodowo związana z Uniwersytetem Łódzkim, na którym od 2015 zajmowała stanowisko profesora zwyczajnego, a później objęła stanowisko profesora. W 2005 została kierownikiem Katedry Antropologii. W latach 2005–2008 była prodziekanem Wydziału Biologii i Ochrony Środowiska, a w latach 2008–2016 pełniła funkcję dziekana tego wydziału. W kadencji 2016–2020 zajmowała stanowisko prorektora do spraw nauki łódzkiej uczelni. W lipcu 2020 została wybrana na rektora Uniwersytetu Łódzkiego w kadencji 2020–2024. W marcu 2024 nie uzyskała reelekcji (na nowego rektora wybrany został Rafał Matera).
Jej główne kierunki badawcze objęły biologię ludzkich populacji współczesnych i historycznych, wyznaczniki stresu populacyjnego oraz odontologię. W 2008 była laureatką programu Novum prowadzonego przez Fundację na rzecz Nauki Polskiej.
Członkini i w kadencji 2020–2023 zastępczyni przewodniczącego Komitetu Biologii Organizmalnej PAN w kadencji 2020-2023. Obejmowała też funkcje członkini Komisji Antropologii Polskiej Akademii Umiejętności oraz przewodniczącej Komisji ds. Nauki Konferencji Rektorów Akademickich Szkół Polskich. W 2014 została wizytującym pracownikiem naukowym na University of Adelaide. Uzyskała członkostwo w European Anthropological Association oraz w Dental Anthropology Association.

## Wybrane publikacje
- Screening methods for detection of ancient Mycobacterium tuberculosis complex fingerprints in next-generation sequencing data derived from skeletal samples, „GigaScience”, 2019.
- Thyroid diseases and second to fourth digit ratio in Polish adults, „Scientific Reports”, 2021.
- Auxology of small samples: A method to describe child growth when restrictions prevent surveys, „PLOS ONE”, 2022.
- Time of occurrence and width of accentuated lines in the enamel of primary incisors from mediaeval skeletal remains from north-central Poland: A further contribution to the explanation of early childhood mortality in past populations, „Journal of Archaeological Science”, 2022.
- Assessment of the predictive value of spectrophotometric skin color parameters and environmental and behavioral factors in estimating the risk of skin cancer : a case-control study, „Journal of Clinical Medicine”, 2022.